# Гезмиш, Дениз
Дениз Гезмиш (тур. Deniz Gezmiş; 27 февраля 1947, Аяш, Анкара, Турция — 6 мая 1972, Анкара, Турция) — турецкий юрист, студенческий лидер и политический активист, один из лидеров турецкого движения 1968 года, один из основателей и лидеров подпольной организации Народно-освободительная армия Турции (тур. Türkiye Halk Kurtuluş Ordusu, THKO). До самой своей казни оставался убеждённым борцом за марксизм-ленинизм. Гезмиш и его товарищи рассматриваются некоторыми как «турецкий Че Гевара и товарищи».

## Биография

### Детство и юность
Родился в семье инспектора начального образования и активиста Союза учителей Турции Джемиля Гезмиша и учительницы начальной школы Мукаддес Гезмиш. Получал образование в разных турецких городах, переезжая вместе с отцом. Большую часть детства провёл в Сивасе, где вырос его отец. Во время учёбы в гимназии в Стамбуле в нём проснулся интерес к политике и он стал принимать участие в левом движении. Завершив среднее образование в 1966 году Гезмиш поступил на юридический факультет Стамбульского университета.

### Политическое становление
В 1965 году Гезмиш становится членом Рабочей партии Турции. В январе 1966 года, во время учёбы в университете, вместе со своими друзьями, основал «Революционную организацию юристов» (тур. Devrimci Hukuklular Örgütü), а летом 1968 года Гезмиш и ещё 15 студентов основали Революционный студенческий союз (тур. Devrimci Öğrenci Birlii). Он был в числе главных инициаторов акций протеста в Стамбуле в 1968 году, в частности, руководил студенческой оккупацией Стамбульского университета в июне того же года, возглавил протесты против прибытия 6-го флота США в Турцию, во время которых 17 июля 1968 года несколько американских солдат получили ранения и были сброшены в море. За эти действия Дениз Гезмиш был арестован 30 июля 1968 года и освобождён 20 октября того же года.
28 ноября 1968 года Гезмиш был вновь арестован после протеста против визита посла США Роберта Комера в Турцию, но позже был освобождён. 16 марта 1969 года он был снова арестован за участие в вооружённых конфликтах правых и левых активистов и заключён в тюрьму до 3 апреля. 31 мая 1969 года Гезмиш был ранен и повторно арестован за участие в демонстрации студентов-юристов Стамбульского университета, протестовавших против законопроекта о реформировании, а университет был временно закрыт. Хотя Гезмиш находился под наблюдением, он сбежал из больницы и отправился в Иорданию, чтобы пройти партизанскую подготовку в лагерях ООП. В 1969 году Гезмиш возглавил группу студентов, которые «жестоко сорвали» лекцию американского учёного Дэниэла Лернера.
В 1960-е годы Гезмиш познакомился с сотрудником ЦРУ и американским кротом Олдричем Эймсом. В поисках информации о советской разведке Эймс завербовал одного из соседей Гезмиша по комнате, который дал ему информацию о членах и деятельности марксистской молодёжной группы Девримчи Генчлик (DEV-GENÇ).
После прохождения партизанской подготовки Гезмиш вернулся в Турцию, где основал подпольное вооружённое движение Народно-освободительную армию Турции (тур. Türkiye Halk Kurtuluş Ordusu, THKO).
11 января 1971 года Гезмиш принял участие в ограблении отделения Ишбанка в Анкаре, а 4 марта того же года THKO захватила четырёх солдат США. Трое молодых людей доставили информационному агентству записку, подтверждающую участие THKO в похищении американских военных с требованием выкупа за них в размере $400 000 к 18 часам вечера. Поскольку водитель THKO был схвачен, вторая записка, доставленная турецкому информационному агентству, продлила срок на 12 часов, на этот раз с требованием освободить водителя. После освобождения заложников Гезмиш и Юсуф Аслан были схвачены живыми в Гемереке (Сивас) после перестрелки с сотрудниками правоохранительных органов. После этого Гезмиш был доставлен в Анкару и представлен турецкому министру внутренних дел Халдуну Ментешоглу и общественности.

## Судебный процесс
Суд над Гезмишем и его товарищами начался 16 июля 1971 года. Их обвинили в участии в ограблении отделения Эмек Ишбанка в Анкаре и похищении американских солдат. 9 октября Гезмиш, Юсуф Аслан и Инан были приговорены к смертной казни за попытку «свержения конституционного строя» (146-я статья Уголовного кодекса Турции). Приговор вынес военный суд Анкары под председательством бригадного генерала Али Эльверди. Согласно юридической процедуре того времени, смертный приговор должен был быть одобрен парламентом до того, как он будет направлен президенту для окончательного утверждения. В марте и апреле 1972 года приговор был одобрен подавляющим большинством голосов парламентариев в обоих чтениях.
Премьер-министром в то время был Нихат Эрим. Некоторые политики, такие как Исмет Иненю и Бюлент Эджевит, выступили против приговора, но другие, в том числе Сулейман Демирель, Алпарслан Тюркеш и Исмет Сезгин, проголосовали за него. Демирель и его коллеги из Партии справедливости голосовали за казни, крича: «Трое из нас, трое из них!» — имея в виду политиков правой Демократической партии (включая бывшего премьер-министра Аднана Мендереса), казнённых в 1961 году после очередного военного переворота.
Республиканская народная партия (РНП) добилась в Конституционном суде отмены решения, принятого парламентом. Но парламент вновь подтвердил смертный приговор. Пытаясь остановить казнь Гезмиша и двух других заключённых, 11 боевиков Партии освобождения народов и Народно-освободительной армии Турции, в том числе Эртугрул Кюркчю и Махир Чаян, похитили трёх техников и доставили их в Кизилдере, где 30 марта 1972 года были окружены солдатами. Все члены группы, включая заложников, за исключением Кюркчу, были убиты в перестрелке. Другими действиями по отмене приговора стали манифестации перед Великим национальным собранием Турции и кампания сбора подписей, инициированная Яшаром Кемалем и другими турецкими интеллектуалами.
3 мая президент Джевдет Сунай подписал решение о казни Гезмиша.
Последними словами Дениза Гезмиша перед вынесением вердикта стали:
«Уважаемый господин государственный обвинитель, 1. Американский империализм не служит национальным интересам.

2. Те, кто ему служат, являются предателями своего народа.

3. Борьба против империализма — не преступление, а вооружённая борьба — не нарушение конституции.

4. Эксплуатация и гнёт антинародного империализма и его пособников противоречит конституции.

У меня есть два замечания:

1. Если Вы по ошибке составили свой обвинительный приговор с пояснением, подумайте о том, что каждый, в отношении кого Вы требуете смертный приговор, не жертвенное животное, приговорённое к закланию. А Вы всё-таки государственный прокурор.

2. Если же Вы вполне сознательно делаете то, что делаете — что ж, удачи Вам!»

## Исполнение приговора
Дениз Гезмиш был повешен 6 мая 1972 года в центральной тюрьме Анкары вместе с Хусейном Инаном и Юсуфом Асланом. В качестве свидетеля на казни присутствовал прокурор Мюкеррем Эрдоган. Его последней просьбой было выпить чаю и послушать гитарный концерт Хоакина Родриго «Аранхуэсский концерт». Последними словами Гезмиша были: «Да здравствует полностью независимая Турция! Да здравствует марксизм-ленинизм! Да здравствует братство турецкого и курдского народов! Да здравствует рабочий и крестьянин! Долой империализм!».

## Память

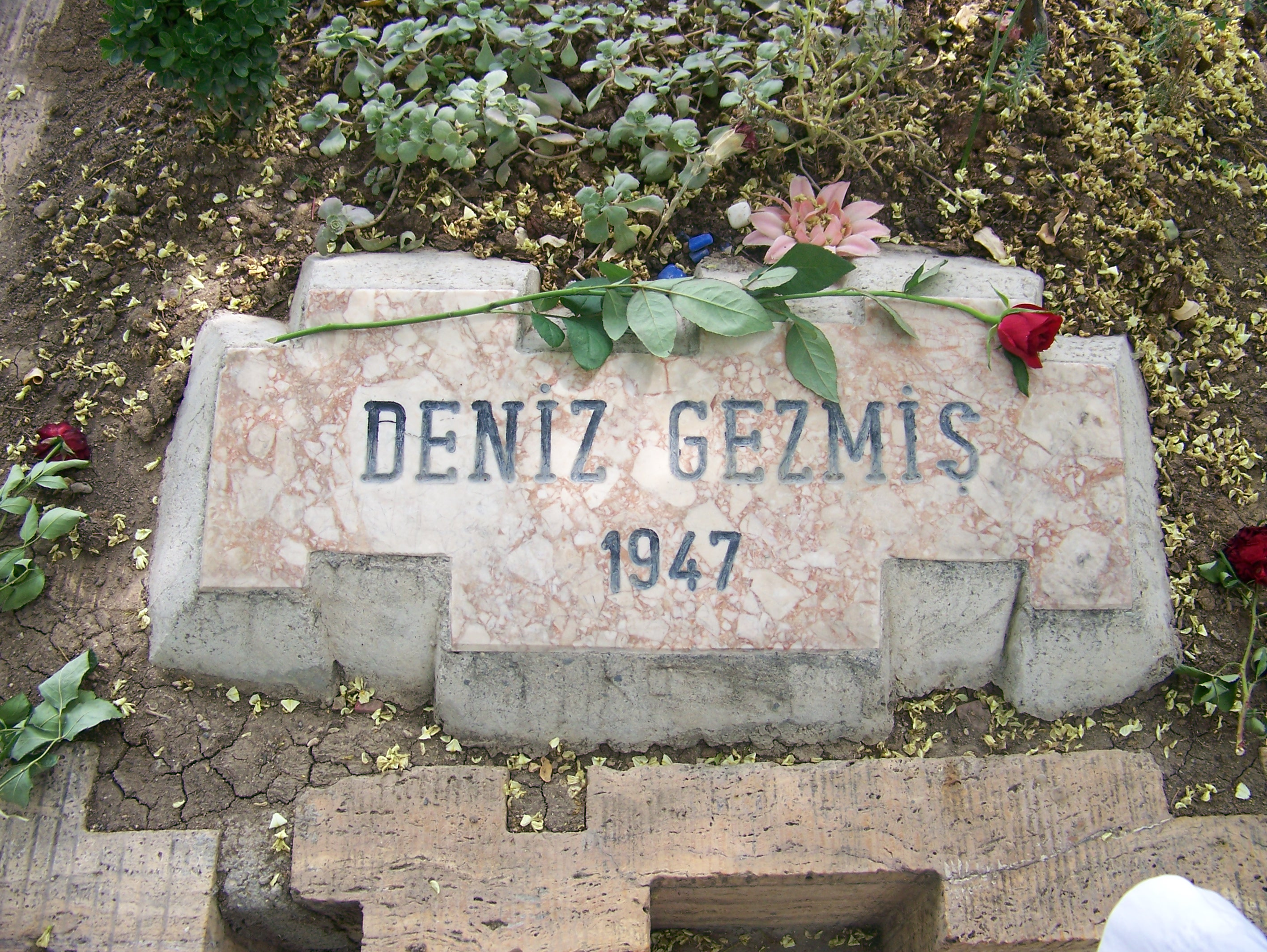
Могила Гезмиша на кладбище Каршияка в Анкаре

- Те, кто был казнен 6 мая 1972 года, просили, чтобы их похоронили рядом с Тайланом Озгюр в Анкаре, но их последнее желание не было исполнено.[17]
- В 1980 году бывший премьер-министр Нихат Эрим был убит левыми радикалами[22].
- В 1987 году Сулейман Демирель, который изначально активно поддерживал казни, сказал журналисту, который брал у него интервью, что казни были «несчастным случаем, произошедшим во время холодной войны».
- Хотя казни Гезмиша, Аслана и Инана военной хунтой 1970 года нанесли удар по моральному духу левых в Турции, в конечном итоге все трое стали символами, под которыми будут собираться турецкие левые. Конфликт между правыми и левыми продолжал обостряться в 1970-х годах на фоне «холодной войны» и в конечном итоге привёл к военному перевороту 1980 года.
- О жизни Дениза Гезмиша написано 16 книг и снят фильм «Прощай, завтра».[5]